# Huta (przystanek kolejowy)
Huta – przystanek osobowy na magistrali węglowej w Hucie (powiat pajęczański). Od 15 grudnia 2024 z zatrzymują się tu dwie pary pociągów Łódzkiej Kolei Aglomaracyjnej relacji Łódź Fabryczna – Częstochowa.